# Lemmon Valley
Lemmon Valley é uma região censitária e comunidade não incorporada do condado de Washoe estado de Nevada, nos Estados Unidos.
A população de Lemmon Valley era de 5.040 habitantes, segundo o censo realizado em 2010. É um subúrbio a norte da cidade de Reno e faz parte da Reno–Sparks Metropolitan Statistical Area. Até 2010, fazia parte da região censitária de  Lemmon Valley-Golden Valley.

## Geografia
Lemmon Valley fica localizado a 16 quilómetros do centro da cidade de Reno. Golden Valley fica a sul.  
De acordo com o United States Census Bureau, Lemmon Valley tem uma área de 47.6 km2. dos quais 44,5 km2 são terra e 3,1 km2 é água, constituída principalmente pelo  Swan Lake Nature Study Area, uma pequena reserva de zona húmida de conservação  em que vivem várias espécies de aves.